# Coupe de France de football 1917-1918
Navigation
Coupe Charles-Simon 1918-1919
La Coupe de France de football 1917-1918, officiellement Coupe Charles-Simon 1917-1918, est la 1re édition de la Coupe de France, compétition à élimination directe ouverte à tous les clubs affiliés à l'une des fédérations adhérant au Comité français interfédéral (CFI).
La compétition est créée pendant la Première Guerre mondiale en pleine Union sacrée, à l'initiative du magazine Lectures pour tous, dans le but de soutenir l'unité du pays et d'aider au développement de la jeunesse. L'épreuve se veut pour la première fois ouverte à tous les clubs français, ce qui représente un symbole d'unité fort, faisant suite aux luttes d'influences tendues que se sont livrées les différentes fédérations sportives françaises en matière de football lors de la décennie précédente.
La compétition prend le nom de Coupe Charles-Simon, en hommage à Charles Simon, le secrétaire général du CFI au déclenchement de la guerre, mort pour la France en 1915.
Quarante-huit clubs s'inscrivent à cette première édition. Ils proviennent des quatre fédérations adhérant au CFI, l'Union des sociétés françaises de sports athlétiques, la Fédération gymnastique et sportive des patronages de France, la Ligue de football association et la Fédération cycliste et athlétique de France. La moitié des participants sont des clubs de région parisienne, tandis que la plupart des autres clubs sont issus du Lyonnais, de Bourgogne, de Bretagne et du sud de la France, la guerre empêchant l'inscription des clubs du nord.
La finale, jouée au stade de la rue Olivier-de-Serres à Paris, est remportée par l'Olympique, club de la ville de Pantin et l'un des favoris de l'épreuve, qui s'impose en finale trois buts à zéro face au FC Lyon, tombeur surprise en demi-finale de l'AS française, le grand favori de la compétition.

## Préparation de l'événement

### Contexte

#### Le football français avant la guerre
L'Union des sociétés françaises de sports athlétiques (USFSA), est, en 1894, la première fédération omnisports française à reconnaitre le football. Elle organise dès lors un championnat de France de football. Rapidement, d'autres fédérations vont s'intéresser à la pratique de ce nouveau sport.
En 1897, la Fédération des Sociétés athlétiques de France (FSAF), à vocation professionnelle, met sur pieds son championnat pour récupérer les membres de l'USFSA exclus pour avoir enfreint la règle de l’amateurisme.
Les patronages introduisent la gymnastique puis le football dans leurs activités. À Paris, le Docteur Paul Michaux fonde en 1898 la Fédération gymnastique et sportive des patronages de France (FGSPF),. Elle instaure un championnat en 1901.
La Fédération cycliste et athlétique de France (FCAF) décide en 1902 d'élargir ses activités au football pour occuper la morte-saison du cyclisme, et pour tenter de récupérer les sportifs de l'USFSA se sentant lésés par le traité passé entre l'USFSA et l'Union vélocipédique de France (UVF), qui donne le monopole des sports athlétiques à la première fédération et le monopole du cyclisme à la seconde. La FCAF établit alors son propre championnat à partir de 1904.
Malgré l'intégration du football dans la plupart des fédérations existantes, il reste tout de même majoritairement administré par l'USFSA. Ainsi, par exemple, en 1906, dans le département de la Seine, l'USFSA compte quarante clubs, la FGSPF vingt-cinq clubs, la FSAF dix clubs et la FCAF six clubs, et environ 10 000 personnes pratiquent le football en France au sein des différentes fédérations.

#### Création du Comité français interfédéral
En pleine vague anticléricale due à la loi de séparation des Églises et de l'État adoptée le 9 décembre 1905, les relations entre l'USFSA et la FGSPF deviennent particulièrement tendues. Le 28 mai 1905, l'Étoile des Deux Lacs, le club phare de la FGSPF, domine le Gallia Club, championnat de France en titre de l'USFSA, par deux buts à un en match amical. Devant l'affront, l'USFSA interdit à ses clubs de rencontrer ceux de la FGSPF. Le 22 octobre 1906, l'USFSA refuse d'affilier un patronage pourtant décidé « à maintenir hors de son programme toute question politique ou religieuse ». Le 20 janvier 1907, la FGSPF organise un match entre une « sélection nationale de la FGSPF », alors que la véritable équipe de France est gérée par l'USFSA, et le North London Amateur FC. La sélection s'impose quatre buts à trois devant une assistance nombreuse. Le match est « quelconque », mais cette victoire, rare à l'époque sur un club anglais, connait un fort retentissement. Elle encourage Charles Simon, le secrétaire général sportif de la FGSPF, à prendre conscience de la valeur du football des patronages et à aller définitivement au conflit avec l'USFSA.

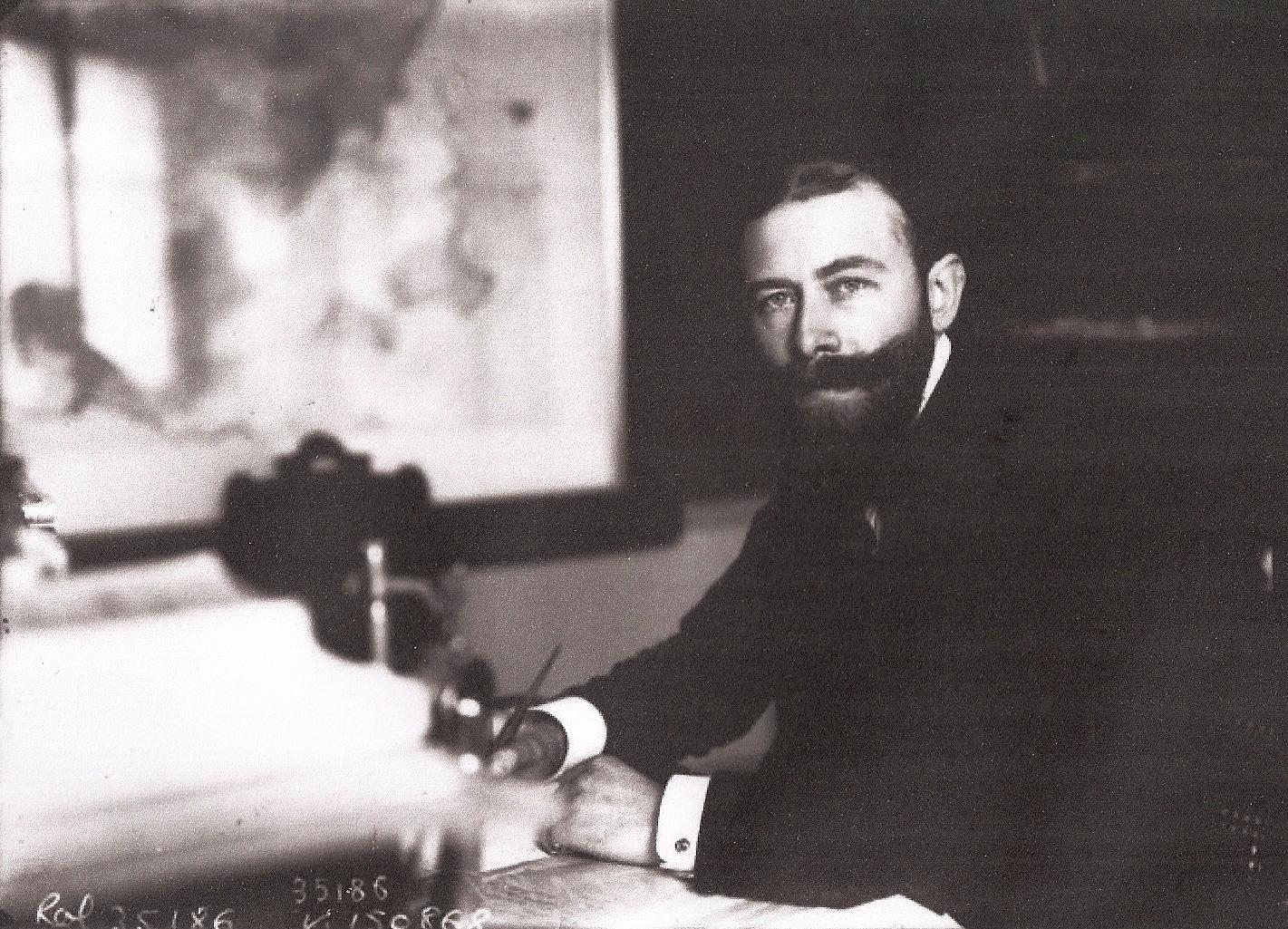
Charles Simon crée le CFI en 1907 pour s'opposer à l'USFSA.

Dans la foulée, pour s'opposer à l'USFSA, Charles Simon crée le 23 mars 1907 une confédération qui regroupe alors la FGSPF, la Fédération cycliste et athlétique de France (FCAF), la Fédération athlétique Amateur (FAA), la Fédération cycliste et athlétique de Lyon et du Sud-Est (FCALSE) et la Fédération athlétique du Sud-Ouest (FASO). Elle prend le nom de Comité français interfédéral (CFI) et organise le Trophée de France, sorte de championnat de France commun auquel participent toutes les fédérations sauf l'USFSA. Le 7 juin 1908, l'USFSA, qui représente seule le football français auprès de la FIFA, en démissionne en solidarité avec la fédération anglaise de l'Amateur Football Association qui s'en est vu refuser l'accès. Le CFI en profite pour déposer sa candidature le 13 février 1909, qui est étudiée puis validée le 18 mai 1910. Charles Simon tient sa revanche sur l'USFSA. Le CFI est désormais seul habilité à gérer l'équipe de France et à organiser des rencontres internationales pour ses clubs. L'affiliation du CFI à la FIFA est une catastrophe pour les principaux clubs parisiens, adhérents à l'USFSA, dont la fin des rencontres internationales signifie la pertes de leurs plus grosses recettes. Quatre clubs parisiens, le Cercle athlétique de Paris, le Red Star Amical Club, l'Union sportive suisse et Paris Star, fondent la Ligue de football association, premier organisme autonome du football français,. La LFA établit de suite son propre championnat et adhère au CFI. Dès 1911, elle compte 36 clubs. Résignée, l'USFSA finit par adhérer au CFI et à faire participer ses clubs au Trophée de France à partir de 1913.

#### Création de la Coupe de France
Lorsque la Première Guerre mondiale éclate en août 1914, le football en France est régi par plusieurs fédérations en concurrence les unes des autres, lesquelles continuent d'organiser leurs propres compétitions en temps de guerre. Quelques initiatives ont aussi lieu pour organiser des compétitions ouvertes à tous les clubs, comme la Coupe des Alliés, mise en place par l'USFSA en 1914, ou la Coupe interfédérale, élaborée par la LFA en 1916, mais ces compétitions ne sont pas régies par le CFI,.
En octobre 1916, en pleine Union sacrée, le magazine Lectures pour tous souhaite mettre en place une grande épreuve sportive nationale pour soutenir l'unité du pays et aider au développement de la jeunesse. Le choix du sport se porte sur le football, jugé « moins rude et plus accessible » que le rugby. L'idée du magazine est de faire organiser, pour la première fois, une grande compétition annuelle ouverte à tous les clubs de toutes les fédérations, appelée Coupe de France.
Les Lectures pour tous se tournent vers le Comité français interfédéral, qui se montre enthousiaste et accepte d'organiser la compétition sous le nom provisoire de Coupe Charles-Simon, pour rendre hommage à son ancien président, mort pour la France tué à l'ennemi le 15 juin 1915 à Écurie dans le Pas-de-Calais. Henri Delaunay, le nouveau secrétaire général, rédige le règlement de l'épreuve. Il la calque sur le modèle de la Coupe d'Angleterre des alliés britanniques, ayant gardé un souvenir impérissable de la finale de la Coupe d'Angleterre 1902, à laquelle il assista à l'âge de 18 ans. Le CFI entérine la création de la Coupe en Conseil extraordinaire le 28 décembre 1916,.
La coupe mise en jeu, confiée au vainqueur pour un an, est un don du Docteur Paul Michaux, fondateur de la Fédération gymnastique et sportive des patronages de France. Elle est en argent ciselé sur socle de marbre blanc et d'une valeur de 2000 francs. Un modèle réduit, offert par Les Lectures pour tous, est donné définitivement au vainqueur, tandis que tous les finalistes et l'arbitre reçoivent une médaille en argent.

### Calendrier
La compétition est organisée en six tours. Jusqu'en quart de finale, les rencontres sont organisées autant que faire se peut par zone géographique. Seize clubs sont exemptés du premier tour et entrent directement en seizième de finale. Les matchs ont lieu jusqu'en huitième de finale sur le terrain d'une des deux équipes. Les autres rencontrent ont ensuite eu lieu sur terrain neutre, à l’exception d'une demi-finale. La finale s'est déroulée au stade de la Rue Olivier-de-Serres à Paris.
| Tour                                         | Nom                 | Date                     | Part. | Qual. |
| -------------------------------------------- | ------------------- | ------------------------ | ----- | ----- |
| 1                                            | Premier tour        | Dimanche 7 octobre 1917  | 32    | 16    |
| Entrée des 16 clubs exemptés du premier tour |                     |                          |       |       |
| 2                                            | Seizièmes de finale | Dimanche 9 novembre 1917 | 32    | 16    |
| 3                                            | Huitièmes de finale | Dimanche 2 décembre 1917 | 16    | 8     |
| 4                                            | Quarts de finale    | Dimanche 3 février 1918  | 8     | 4     |
| 5                                            | Demi-finale         | Dimanche 3 mars 1918     | 4     | 2     |
| 6                                            | Finale              | Dimanche 5 mai 1918      | 2     | 1     |

## Participants
Sur les quarante-huit participants, exactement la moitié provient de Paris et sa banlieue. Les vingt-quatre autres club viennent principalement de l'Ouest et du Sud de la France, les clubs du Nord et de l'Est ne pouvant participer à cause de la guerre. Rennes et Lyon envoient chacune quatre représentants. Le London County Sports Club est le club de la banque britannique London County and Westminster, installée place Vendôme à Paris en 1913.
L'USFSA engage vingt-six clubs, la FGSPF douze, la LFA neuf et la FCAF un seul.
Parmi les principaux clubs engagés figurent cinq anciens vainqueurs du championnat de France de l'USFSA (Racing Club de France, Standard Athletic Club, Le Havre Athletic Club, Gallia Club et Club français), deux anciens vainqueurs du championnat de France de la FCAF (Vie au Grand Air du Médoc et Club athlétique de Vitry), deux anciens vainqueurs du championnat de France de football des patronages (Patronage Olier et Étoile des Deux Lacs), un ancien vainqueur du Championnat de la Ligue de football association (Cercle athlétique de Paris), et quatre clubs qui se sont illustrés en remportant des compétitions de guerre comme la Coupe des Alliés ou la Coupe nationale de l'USFSA (Stade rennais Université Club et Club athlétique de la Société générale), le Challenge de la Renommée (Olympique) ou encore la Coupe interfédérale de la LFA (Association sportive française).

## Compétition

### Premier Tour
Le premier tour a lieu le 7 octobre 1917. Seize clubs en sont exemptés. Il oppose donc trente-deux équipes, les rencontres étant réparties géographiquement. L'Auto annonce la tenue de la plupart des matchs dans ses éditions du 3 au 7 octobre, assortie généralement d'un commentaire pour les rencontres entre clubs parisiens,,,,. Le journal donne la liste des joueurs convoqués pour les matchs parisiens, mais ne donne pas de compositions d'équipe dans ses comptes-rendu,. La presse provinciale se plaint que le premier tour ait lieu si tôt dans la saison, car contrairement aux équipes parisiennes, les équipes provinciales ont à peine repris l'entrainement et ont plus de difficultés à trouver des joueurs,.
Le match entre le CA boulonnais et Raincy Sports « promet d'être disputé ». La ligne d'avant des Boulonnais est réputée être l'une des meilleures de la Ligue de football association, tandis que la défense du Raincy, emmenée par le futur gardien international Maurice Cottenet, est jugée « excellente »,. Raincy Sports s'impose par quatre buts à trois,.
La Légion Saint-Michel reçoit l'US Voltaire dans son stade de la rue Olivier-de-Serres. La Légion reste sur plusieurs succès importants en matchs d'entrainement, mais l'US Voltaire a mobilisé de nombreux joueurs étrangers « dont on dit grand bien » et est en forme. Selon L'Auto, « il est certain que la partie sera chaudement disputée. »,. La Légion s'impose néanmoins facilement par huit buts à zéro dans une « partie sans histoire ». Le journal donne le nom de quelques buteurs de la Légion,,.
Le Racing Club de France accueil le Margarita Club du Vésinet, pour ce qui est le premier match officiel au stade de Colombes. Le Racing, favori, se qualifie par sept buts à zéro dans une partie « intéressante à suivre »,,,. Le Matin donne par erreur le score de six buts à zéro.
Le Club athlétique de Vitry est battu par le British Aviation FC par trois buts à deux. Avant le match, L'Auto indique ne pas avoir d'indication précise sur l'équipe britannique et juge que le CA Vitry « s'est affirmé depuis un mois comme l'une des bonnes équipes de la capitale »,,. Le British Aviation FC sera néanmoins disqualifié par le Comité français interfédéral à la demande de l'USFSA.
L'Union sportive et amicale de Clichy est opposée à l'Avenir de Gentilly, dont l'équipe est annoncée renforcée de trois soldats français en permission. L'Auto ne donne pas le score du match. Le site de la Fédération française de football indique une victoire de l'USA Clichy par quatre buts à un, tandis que Le Petit Parisien indique quatre buts à zéro.
De même, le résultat du match entre le London County SC et Paris Star, pourtant annoncé, n'est pas indiqué dans L'Auto. Le site internet de la FFF indique une victoire de Paris Star par trois buts à un, mais Le Petit Parisien donne le score très différent de dix-neuf buts à un. Le dernier match entre équipes parisiennes oppose le Standard Athletic Club au Championnet Sports, ce dernier étant battu par cinq buts à un. L'Auto ne donne aucune information particulière sur cette rencontre,.
Quatre matchs opposent des clubs du Lyonnais et de Bourgogne-Franche-Comté. Leur tenue est annoncée dans L'Auto du 6 octobre, avec une composition d'équipe possible pour l'Association sportive lyonnaise. Le journal cite le nom de quelques joueurs et buteurs des victoires du Lyon olympique universitaire sur l’Éveil sportif de Dijon par quatre buts à un, et de celle « aisée » de l'Alliance Vélo sportive auxerroise sur l'Association de la jeunesse auxerroise par six buts à un. Le deux autres matchs ne sont pas commentés. L'AS lyonnaise l'emporte par quatre buts à deux face à l'Olympique saint-chamonais, tandis que site de la FFF indique une qualification de la Section Jean Macé sur le terrain des Jeunes de Chaumont par trois buts à un.
L'Ouest-Éclair publie une présentation et un résumé du derby rennais entre la Tour d'Auvergne et l'Entente rennaise. Le journal donne les compositions probables des équipes mais ne les confirment pas dans l'article sur le résumé,. La Tour d'Auvergne est présentée comme favori, le journaliste s'attendant à « un écart de but assez sensible », surtout à cause de l'absence de Verlet pour l'Entente. La Tour d'Auvergne l'emporte par huit buts à zéro, l'équipe ayant eu « de bout en bout le commandement et le contrôle du ballon »,,.
Le match entre l'Union sportive du Mans et les Cadets de Bretagne n'a jamais eu lieu. Il devait se jouer au Mans le 7 octobre mais le club avait projeté d'organiser une journée cycliste ce jour-là. Les Cadets obtinrent auprès du CFI le report de la rencontre au 14 octobre sur leur terrain à Rennes, mais l'US Mans organisa tout de même le match à la date initiale du 7 octobre, les Cadets ne se déplaçant pas,. L'Auto du 9 octobre indique une qualification des Manceaux par forfait des Cadets. Le match du 14 octobre aurait dû néanmoins se jouer, mais le CFI donna finalement match gagné aux Cadets.
Les deux matchs entre clubs du Sud-Ouest sont annoncés dans L'Auto mais le journal ne donne pas les résultats. L'hebdomadaire toulousain Rugby donne une présentation des deux matchs dans laquelle il estime que la Vie au Grand Air du Médoc et l’Étoile sportive Saint-Joseph devraient se qualifier. Le club bordelais est cependant battu par l'Union amicale de Cognac bat un but à zéro, le résultat n'étant pas communiqué dans Rugby.
L’Étoile sportive Saint-Joseph bat les Toulousains de l'International Sporting Club par trois buts à un. L'équipe toulousaine se déplace avec seulement dix joueurs et sans cinq de ceux annoncés par la presse avant le match,.
Le dernier match, entre l'Olympique de Marseille et l'Herculis de Monaco, n'est pas évoqué par L'Auto. Rugby annonce la tenue du match pour le 7 octobre. Le match est en fait repoussé au 21 octobre à la demande des Monégasques, qui déclarent finalement forfait la veille de la rencontre, cinq de ses joueurs, mobilisés sur le front, ne pouvant faire le déplacement. Curieusement, le site de la FFF donne le résultat de sept buts à zéro pour les Marseillais alors que le match ne s'est pas joué,.
Détails des matchs
| Premier tour                    | Raincy Sports | 4 – 3 | CA boulonnais |                                           |                                           |
| Dimanche 7 octobre 1917 14 h 30 |               | (–)   |               | Bruyères de Sèvres Arbitrage : M. Colnard | Bruyères de Sèvres Arbitrage : M. Colnard |

| Premier tour                    | Légion Saint-Michel                                              | 8 – 0   | US Voltaire                                  |                                          |                                          |
| Dimanche 7 octobre 1917 15 h 00 | Desrayaut, Defert, Haas et Audin marquent chacun au moins un but | (7 – 0) |                                              | Stade de la rue Olivier-de-Serres, Paris | Stade de la rue Olivier-de-Serres, Paris |
| Dimanche 7 octobre 1917 15 h 00 | [ 16 ]                                                           |         |                                              | Stade de la rue Olivier-de-Serres, Paris | Stade de la rue Olivier-de-Serres, Paris |
| Dimanche 7 octobre 1917 15 h 00 | Dont Desrayaut, Defert, Haas et Audin                            | Équipes | Dont Adrien (gardien), Godard, Baltz et Wise | Stade de la rue Olivier-de-Serres, Paris | Stade de la rue Olivier-de-Serres, Paris |

| Premier tour                    | RC France | 7 – 0   | Margarita Club du Vésinet |                                                   |                                                   |
| Dimanche 7 octobre 1917 14 h 30 |           | (3 – 0) |                           | Stade de Colombes, Colombes Arbitrage : M. Vallat | Stade de Colombes, Colombes Arbitrage : M. Vallat |

| Premier tour                    | CA Vitry | tapis vert | British Aviation FC |                                                                    |                                                                    |
| Dimanche 7 octobre 1917 15 h 00 |          |            |                     | Terrain de la rue Faidherbe, Vitry-sur-Seine Arbitrage : M. Dunaud | Terrain de la rue Faidherbe, Vitry-sur-Seine Arbitrage : M. Dunaud |

| Premier tour                               | USA Clichy | 4 – 1 | Avenir de Gentilly |                                                                      |                                                                      |
| Dimanche 7 octobre 1917 14 h 30 ou 15 h 00 |            | (–)   |                    | Terrain de la rue du Général-Roguet, Clichy Arbitrage : M. de Ricard | Terrain de la rue du Général-Roguet, Clichy Arbitrage : M. de Ricard |

| Premier tour                    | London County SC | 1 – 3 | Paris Star |                                                           |                                                           |
| Dimanche 7 octobre 1917 14 h 30 |                  | (–)   |            | Terrain de la Croix-de-Berny, Antony Arbitrage : M. Dupin | Terrain de la Croix-de-Berny, Antony Arbitrage : M. Dupin |

| Premier tour                    | Standard AC | 5 – 1 | Championnet Sports |  |  |
| Dimanche 7 octobre 1917 14 h 30 |             | (–)   |                    |  |  |

| Premier tour            | Lyon OU                                                   | 4 – 1   | ES Dijon                                           |                             |                             |
| Dimanche 7 octobre 1917 | Dejean · Muller · Piney · Muller                          | (3 – 1) | Lorillard (1er but)                                | Lyon Arbitrage : M. Grimaud | Lyon Arbitrage : M. Grimaud |
| Dimanche 7 octobre 1917 | Dont Dejean, Muller, Piney, Mayenhofer, Arnoux et Peraldo | Équipes | Dont Lorillard, Gauthey, Rigny, Cinquin et Déglise | Lyon Arbitrage : M. Grimaud | Lyon Arbitrage : M. Grimaud |

| Premier tour            | AVS auxerroise                   | 6 – 1   | AJ auxerroise                                             |                                |                                |
| Dimanche 7 octobre 1917 | Chicaud · ? · ? · ?              | (2 – 1) | ?                                                         | Auxerre Arbitrage : M. Jodelet | Auxerre Arbitrage : M. Jodelet |
| Dimanche 7 octobre 1917 | Dont Chicaud, Pinteau et A. Dury | Équipes | Dont Bernard (arrière), Mungey (gardien), Hory et Debrand | Auxerre Arbitrage : M. Jodelet | Auxerre Arbitrage : M. Jodelet |

| Premier tour            | Olympique saint-chamonais | 2 – 4 | AS lyonnaise |                                      |                                      |
| Dimanche 7 octobre 1917 |                           | (–)   |              | Saint-Chamond Arbitrage : M. Ginolin | Saint-Chamond Arbitrage : M. Ginolin |

| Premier tour            | Jeunes de Chaumont | 1 – 3 | Section Jean Macé |                                        |                                        |
| Dimanche 7 octobre 1917 |                    | (–)   |                   | Saint-Chamond Arbitrage : M. Banceroux | Saint-Chamond Arbitrage : M. Banceroux |
| Dimanche 7 octobre 1917 | [ 10 ]             |       |                   | Saint-Chamond Arbitrage : M. Banceroux | Saint-Chamond Arbitrage : M. Banceroux |

| Premier tour                    | Tour d'Auvergne                                                  | 8 – 0   | Entente rennaise                                  |                                                                    |                                                                    |
| Dimanche 7 octobre 1917 14 h 30 |                                                                  | (4 – 0) |                                                   | Terrain du boulevard Jacques-Cartier, Rennes Arbitrage : M. Gemain | Terrain du boulevard Jacques-Cartier, Rennes Arbitrage : M. Gemain |
| Dimanche 7 octobre 1917 14 h 30 | ,                                                                |         |                                                   | Terrain du boulevard Jacques-Cartier, Rennes Arbitrage : M. Gemain | Terrain du boulevard Jacques-Cartier, Rennes Arbitrage : M. Gemain |
| Dimanche 7 octobre 1917 14 h 30 | Dont Bellier (gardien), Levaher, Lépinay, Roy, Gadoret, Faucheis | Équipes | Dont Perdriel (gardien), Mauger, Clasquin, Fourel | Terrain du boulevard Jacques-Cartier, Rennes Arbitrage : M. Gemain | Terrain du boulevard Jacques-Cartier, Rennes Arbitrage : M. Gemain |

| Premier tour                                          | Cadets de Bretagne | tapis vert | US Mans |  |  |
| Dimanche 7 octobre 1917 puis dimanche 14 octobre 1917 |                    | (–)        |         |  |  |

| Premier tour            | UA Cognac | 1 – 0 | Vie au Grand Air du Médoc |                              |                              |
| Dimanche 7 octobre 1917 |           | (–)   |                           | Cognac Arbitrage : M. Pynham | Cognac Arbitrage : M. Pynham |
| Dimanche 7 octobre 1917 | [ 25 ]    |       |                           | Cognac Arbitrage : M. Pynham | Cognac Arbitrage : M. Pynham |

| Premier tour            | ES Saint-Joseph | 3 – 1   | International SC           |                |                |
| Dimanche 7 octobre 1917 | ? · ? · ?       | (–)     | Popovitch                  | Mont-de-Marsan | Mont-de-Marsan |
| Dimanche 7 octobre 1917 | [ 26 ]          |         |                            | Mont-de-Marsan | Mont-de-Marsan |
| Dimanche 7 octobre 1917 |                 | Équipes | Dont Fournier et Popovitch | Mont-de-Marsan | Mont-de-Marsan |

| Premier tour             | Olympique de Marseille | forfait | Herculis de Monaco |  |
| Dimanche 21 octobre 1917 |                        |         |                    |  |

### Seizièmes de finale
Les seizièmes de finale ont lieu le 4 novembre 1917. L'Auto annonce la tenue des matchs dans ses éditions du 2 au 4 novembre. Douze rencontres ont un compte-rendu. Les compositions attendues de vingt-et-une des trente-deux sont données par le journal, mais aucune n'est confirmée dans les comptes-rendu,,,.
Le Club athlétique de la Société générale est opposé au Stade français, composé de plusieurs Britanniques. Il est attendu que le vainqueur aille loin dans la compétition. Le CASG l'emporte par cinq buts à zéro, grâce à « un jeu pratiqué de très bonne facture ». L'Auto donne le nom des buteurs (doublé de Lorilleux, doublé de Deydier, Vandendey),,.
Le Patronage Olier, l'une des meilleures équipes de patronages, accueil Paris Star. Ce dernier s'impose grâce à un doublé de Dartoux, qui marque sur penalty et sur un tir « qui ne laisse aucune chance au gardien », contre un but de Giboulet, qui avait égalisé,,.

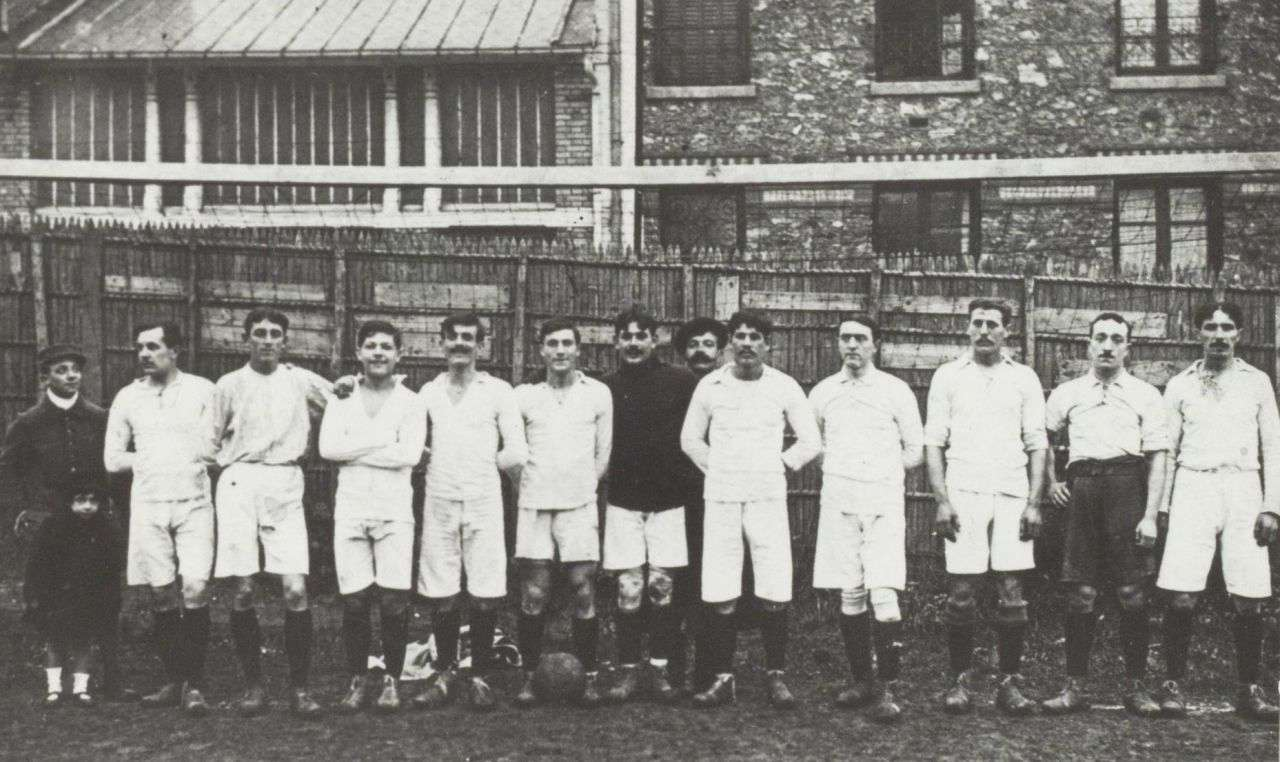
L'Olympique avant son match face à la Légion Saint-Michel.

L'Olympique est présenté comme possédant l'une des meilleures équipes, qui de surcroit joue de manière plus tactique que les saisons précédentes. Son adversaire, la Légion Saint-Michel, reste cependant sur plusieurs succès en match d'entrainement et s'est « imposée à l'attention du public ». Il est attendu que ce match soit « l'un des plus disputés ». Malgré l'ouverture du score de la Légion, l'Olympique domine tout le match mais ne s'impose que par quatre buts à un, à cause des nombreux arrêts de Niel, le gardien de la Légion, « dans une forme éblouissante »,,. Il existe une photo de l'équipe de l'Olympique avant de disputer le match,.
L'Union sportive suisse accueil la Section Jean Macé, présentée comme « l'une des meilleures équipes de province », l'équipe restant sur quatre victoires en quatre matchs. Les Troyens ne se déplacent qu'à dix joueurs et reçoivent le renfort de Herckelbout, joueur du Club français. Les Suisses l'emportent par quinze buts à zéro dans une partie « assez intéressante malgré le score élevé ».
Les deux anciens du football français, le Club français et le Standard Athletic Club, sont opposés pour un « très beau match en perspective ». Le Club est pour l'instant invaincu cette saison. Le Standard mène par deux fois au score mais le Club égalise par Lenoir puis Mentha. Une prolongation est jouée mais arrêtée par l'obscurité sans qu'aucune équipe n'ait marquée. Le match est rejoué le 25 novembre. Le Club français reste alors sur une victoire de prestige en Challenge de la Renommée sur l'Olympique. L'équipe débute à dix, Richer arrivant en retard. Le Club l'emporte par cinq buts à un, notamment « grâce aux combinaisons de Juif et Aubrun, qui se conjuguent parfaitement ».
Raincy Sports domine le Club athlétique de Vitry pendant tout le match et l'emporte par sept buts à zéro. Seul Chehère, le gardien du CA Vitry, « sauve son club d'une plus sévère défaite »,.
L'Association sportive française, récente vainqueur de la Coupe interfédérale organisée par la Ligue de Football Association, part favorite face à l'Union sportive et amicale de Clichy. L'AS française s'impose par treize buts à zéro, dont six buts de Soïka. Malgré l'ampleur du score, L'Auto souligne « l'excellente défense » du gardien de l'USA Clichy,.
Le Cercle athlétique de Paris reçoit le Cercle athlétique du XIVe dans son stade de Charentonneau. « Victoire relativement aisée des capistes », qui l'emportent par six buts à un grâce à une « magnifique première mi-temps » ponctuée de quatre buts,.
Partie serrée entre le Gallia Club et l'Étoile des Deux Lacs dans une « partie intéressante et menée de bout en bout avec entrain ». L'Étoile mène deux buts à zéro à la mi-temps. Le Gallia Club change ses lignes, marque une fois, mais ne parvient pas à égaliser. L'Étoile des Deux Lacs l'emporte par deux buts à un,.
Le Racing Club de France va battre Le Havre Athletic Club sur son terrain par cinq buts à zéro, score acquis à la mi-temps. Les Parisiens « imposent leur jeu du commencement à la fin » et « jouent avec une vitesse inouïe ».
Le Lyon OU va battre l'AVS auxerroise par trois buts à deux,,.
Le FC Lyon et l'AS lyonnaise ont besoin de trois matchs pour se départager. Dans la première manche, le FC Lyon mène par deux buts à zéro, mais se fait rejoindre au score. La prolongation est arrêtée par la nuit au bout de cinq minutes. Roger Ébrard, du FC Lyon, fut « le meilleur homme sur le terrain »,. Les deux équipes se quittent ensuite le 18 novembre sur un match nul un but partout. La troisième manche tourne nettement à l'avantage du FC Lyon, qui l'emporte par cinq buts à zéro.
L'Olympique de Marseille reçoit le Club sportif des Terreaux. Les visiteurs jouent « avec plus de science et dominent franchement la première mi-temps », mais les Marseillais, « plus en souffle », marquent deux fois en deuxième mi-temps,.
Deux matchs ont lieu en Bretagne, dont un nouveau derby rennais entre le Stade rennais UC et les Cadets de Bretagne. L'Ouest-Éclair présente le match les jours précédant la rencontre. Selon le journal, le Stade rennais devrait l'emporter par trois buts d'écart. Les compositions des équipes sont données à trois reprises,,. Dans le compte-rendu du match, le journal affirme que « les équipes se présentèrent comme annoncées », ce qui est pourtant inexacte car il cite deux joueurs qui n'étaient pas annoncés,. Le journaliste rappel dans son compte-rendu qu'une main involontaire dans la surface de réparation ne doit pas donner lieu à de penalty, l'arbitre ayant été conspué à plusieurs reprises pour ne pas avoir sifflé sur de telles actions. Le Stade rennais s'impose pas trois buts à un. Deux buteurs sont donnés par le journal. L'Ouest-Éclair commente beaucoup moins le match entre l'Association sportive brestoise et la Tour d'Auvergne. Une composition d'équipe est donnée pour la Tour d'Auvergne mais n'est pas confirmée dans le compte-rendu du match. Les Brestois l'emportent quatre buts à un dans un match émaillé par des incidents en tribune, avec des lancers de fruits et des insultes proférées à l'encontre des Rennais, l'arbitre menaçant même de donner match gagné à la Tour d'Auvergne,,.
Le match entre l'ES Saint-Joseph et l'UA Cognac n'est signalé ni dans L'Auto ni dans Rugby. L'ES Saint-Joseph l'emporte par cinq buts à un.
Détails des matchs
| Seizième de finale               | CA Société générale                                                                                               | 5 – 0   | Stade français                                                           |                                      |                                      |
| Dimanche 4 novembre 1917 14 h 30 | Lorilleux · Deydier · Deydier · Vandendey · Lorilleux                                                             | (2 – 0) |                                                                          | Stade Jean-Bouin, Boulogne-sur-Seine | Stade Jean-Bouin, Boulogne-sur-Seine |
| Dimanche 4 novembre 1917 14 h 30 | , |         |                                                                          | Stade Jean-Bouin, Boulogne-sur-Seine | Stade Jean-Bouin, Boulogne-sur-Seine |
| Dimanche 4 novembre 1917 14 h 30 | Dont Carrier (gardien), Barillet (arrière), Mathieu (arrière), Jourda (demi centre) Lorilleux, Deydier, Vandendey | Équipes | Dont Mégras (gardien), Leslie (arrière), Hemmi (arrière), Stewart, Allen | Stade Jean-Bouin, Boulogne-sur-Seine | Stade Jean-Bouin, Boulogne-sur-Seine |

| Seizième de finale               | Patronage Olier                 | 1 – 2   | Paris Star             |                                    |                                    |
| Dimanche 4 novembre 1917 14 h 30 | Giboulet                        | (1 – 1) | ? Dartoux · Dartoux    | Terrain de la Vache-Noire, Arcueil | Terrain de la Vache-Noire, Arcueil |
| Dimanche 4 novembre 1917 14 h 30 | ,                               |         |                        | Terrain de la Vache-Noire, Arcueil | Terrain de la Vache-Noire, Arcueil |
| Dimanche 4 novembre 1917 14 h 30 | Dont Giboulet, Monnerot, Herlem | Équipes | Dont Dartoux, Faralicq | Terrain de la Vache-Noire, Arcueil | Terrain de la Vache-Noire, Arcueil |

| Seizième de finale               | Légion Saint-Michel              | 1 – 4   | Olympique |                                   |                                   |
| Dimanche 4 novembre 1917 14 h 30 |                                  | (1 – 3) |           | Stade de la rue Olivier-de-Serres | Stade de la rue Olivier-de-Serres |
| Dimanche 4 novembre 1917 14 h 30 | ,                                |         |           | Stade de la rue Olivier-de-Serres | Stade de la rue Olivier-de-Serres |
| Dimanche 4 novembre 1917 14 h 30 | Dont Niel (gardien), Huet, Audin | Équipes |           | Stade de la rue Olivier-de-Serres | Stade de la rue Olivier-de-Serres |

| Seizième de finale               | US suisse | 15 – 00 | Section Jean Macé |                                              |                                              |
| Dimanche 4 novembre 1917 14 h 00 |           | (–)     |                   | Terrain de la rue de la Chapelle, Saint-Ouen | Terrain de la rue de la Chapelle, Saint-Ouen |
| Dimanche 4 novembre 1917 14 h 00 | [ 31 ]    |         |                   | Terrain de la rue de la Chapelle, Saint-Ouen | Terrain de la rue de la Chapelle, Saint-Ouen |
| Dimanche 4 novembre 1917 14 h 00 |           | Équipes | Dont Herckelbout  | Terrain de la rue de la Chapelle, Saint-Ouen | Terrain de la rue de la Chapelle, Saint-Ouen |

| Seizième de finale               | Club français                | 2 – 2   | Standard AC |                                     |                                     |
| Dimanche 4 novembre 1917 14 h 30 | Lenoir · Mentha              | (0 – 1) | ? · ?       | Terrain de la porte Brancion, Paris | Terrain de la porte Brancion, Paris |
| Dimanche 4 novembre 1917 14 h 30 | ,                            |         |             | Terrain de la porte Brancion, Paris | Terrain de la porte Brancion, Paris |
| Dimanche 4 novembre 1917 14 h 30 | Dont Lenoir, Mentha, Mistral | Équipes | Dont Nisbet | Terrain de la porte Brancion, Paris | Terrain de la porte Brancion, Paris |

|                           | Club français                                                | 5 – 1   | Standard AC |  |  |
| Dimanche 25 novembre 1917 | Juif · Mentha · ? · ? · ?                                    | (2 – 0) | ?           |  |  |
| Dimanche 25 novembre 1917 | [ 32 ]                                                       |         |             |  |  |
| Dimanche 25 novembre 1917 | Dont Richer, Juif, Mentha, Candas, Aubrun, Grandjean, Lenoir | Équipes |             |  |  |

| Seizième de finale               | Raincy Sports | 7 – 0   | CA Vitry |           |           |
| Dimanche 4 novembre 1917 15 h 00 |               | (2 – 0) |          | Le Raincy | Le Raincy |
| Dimanche 4 novembre 1917 15 h 00 | ,             |         |          | Le Raincy | Le Raincy |

| Seizième de finale               | AS française                           | 13 – 00 | USA Clichy                   |                                        |                                        |
| Dimanche 4 novembre 1917 14 h 30 | Dont : · Renouard · Soïka              | (3 – 0) |                              | Terrain de la rue du Chevaleret, Paris | Terrain de la rue du Chevaleret, Paris |
| Dimanche 4 novembre 1917 14 h 30 | ,                                      |         |                              | Terrain de la rue du Chevaleret, Paris | Terrain de la rue du Chevaleret, Paris |
| Dimanche 4 novembre 1917 14 h 30 | Dont Parsis (gardien), Renouard, Soïka | Équipes | Dont Henry (gardien), Daldos | Terrain de la rue du Chevaleret, Paris | Terrain de la rue du Chevaleret, Paris |

| Seizième de finale               | CA Paris                        | 6 – 1   | CA XIVe              |                                        |                                        |
| Dimanche 4 novembre 1917 14 h 45 |                                 | (4 – 0) |                      | Stade de Charentonneau, Maisons-Alfort | Stade de Charentonneau, Maisons-Alfort |
| Dimanche 4 novembre 1917 14 h 45 | ,                               |         |                      | Stade de Charentonneau, Maisons-Alfort | Stade de Charentonneau, Maisons-Alfort |
| Dimanche 4 novembre 1917 14 h 45 | Dont Lhermitte, Ratow, Poullain | Équipes | Dont Pouilley, Buche | Stade de Charentonneau, Maisons-Alfort | Stade de Charentonneau, Maisons-Alfort |

| Seizième de finale               | Gallia Club                                      | 1 – 2   | Étoile des Deux Lacs |                                                  |                                                  |
| Dimanche 4 novembre 1917 15 h 00 | Nicolas                                          | (0 – 2) | ? · ?                | Terrain de l'allée Monceau, Le Perreux-sur-Marne | Terrain de l'allée Monceau, Le Perreux-sur-Marne |
| Dimanche 4 novembre 1917 15 h 00 | ,                                                |         |                      | Terrain de l'allée Monceau, Le Perreux-sur-Marne | Terrain de l'allée Monceau, Le Perreux-sur-Marne |
| Dimanche 4 novembre 1917 15 h 00 | Dont Nicolas I, Nicolas II, Vacquerie, Bonnardel | Équipes |                      | Terrain de l'allée Monceau, Le Perreux-sur-Marne | Terrain de l'allée Monceau, Le Perreux-sur-Marne |

| Seizième de finale       | Le Havre AC            | 0 – 5   | RC France                      |  |  |
| Dimanche 4 novembre 1917 |                        | (0 – 5) |                                |  |  |
| Dimanche 4 novembre 1917 | [ 31 ]                 |         |                                |  |  |
| Dimanche 4 novembre 1917 | Dont Frémont (gardien) | Équipes | Dont Triboulet, Carlier, Villa |  |  |

| Seizième de finale       | FC Lyon                                                  | 2 – 2   | AS lyonnaise          |                                      |                                      |
| Dimanche 4 novembre 1917 | Malaussène · Rigaud                                      | (–)     | Caud · Mouchonnet     | Terrain de la route d'Heyrieux, Lyon | Terrain de la route d'Heyrieux, Lyon |
| Dimanche 4 novembre 1917 | ,                                                        |         |                       | Terrain de la route d'Heyrieux, Lyon | Terrain de la route d'Heyrieux, Lyon |
| Dimanche 4 novembre 1917 | Dont Mutti (gardien), Malaussène, Rigaud, Bellon, Ébrard | Équipes | Dont Caud, Mouchonnet | Terrain de la route d'Heyrieux, Lyon | Terrain de la route d'Heyrieux, Lyon |

|                           | FC Lyon                                        | 1 – 1   | AS lyonnaise  |  |  |
| Dimanche 18 novembre 1917 | Bellon                                         | (0 – 1) | Fatiguet      |  |  |
| Dimanche 18 novembre 1917 | [ 34 ]                                         |         |               |  |  |
| Dimanche 18 novembre 1917 | Dont Ébrard, Malaussène, Bellon, Weber, Richer | Équipes | Dont Fatiguet |  |  |

|                           | FC Lyon                                                                     | 5 – 0   | AS lyonnaise                   |                        |                        |
| Dimanche 25 novembre 1917 | ? · ? · A. Weber · A. Weber · Delaunay                                      | (–)     |                                | Arbitrage : M. Steiner | Arbitrage : M. Steiner |
| Dimanche 25 novembre 1917 | [ 35 ]                                                                      |         |                                | Arbitrage : M. Steiner | Arbitrage : M. Steiner |
| Dimanche 25 novembre 1917 | Dont Mutti (gardien), P. Weber, Ébrard, A. Weber, Delaunay, Rigaud, Mortier | Équipes | Dont Pétrel, Roger, Mouchonnet | Arbitrage : M. Steiner | Arbitrage : M. Steiner |

| Seizième de finale       | AVS auxerroise | 2 – 3 | Lyon OU |                                      |                                      |
| Dimanche 4 novembre 1917 |                | (–)   |         | Terrain de l'AVS auxerroise, Auxerre | Terrain de l'AVS auxerroise, Auxerre |

| Seizième de finale               | Stade rennais UC                                                                                   | 3 – 1   | Cadets de Bretagne                                                     |                                                                         |                                                                         |
| Dimanche 4 novembre 1917 14 h 30 | Ulmer 15e · ? · ?                                                                                  | (1 – 0) | Jagu 80e                                                               | Parc des sports, Rennes Spectateurs : Environ 600 Arbitrage : M. Gemain | Parc des sports, Rennes Spectateurs : Environ 600 Arbitrage : M. Gemain |
| Dimanche 4 novembre 1917 14 h 30 | ,                                                                                                  |         |                                                                        | Parc des sports, Rennes Spectateurs : Environ 600 Arbitrage : M. Gemain | Parc des sports, Rennes Spectateurs : Environ 600 Arbitrage : M. Gemain |
| Dimanche 4 novembre 1917 14 h 30 | Lange - Scoones, Dequévy - Nick, Vascout, Desfontaines - Bouvier, Ulmer, Herremann, Ger, Delalande | Équipes | Ribeyrolles - Pierre, Chauvin - ?, ? - Besnard, ?, ?, Jagu + Le Cornec | Parc des sports, Rennes Spectateurs : Environ 600 Arbitrage : M. Gemain | Parc des sports, Rennes Spectateurs : Environ 600 Arbitrage : M. Gemain |

| Seizième de finale       | AS brestoise                      | 4 – 1   | Tour d'Auvergne |                                                                                     |                                                                                     |
| Dimanche 4 novembre 1917 | ? · ? · ? · ? · (Dont un penalty) | (0 – 1) | Levaher         | Vélodrome de Kérabécam, Brest Spectateurs : Environ 1 000 Arbitrage : Marcel Fourel | Vélodrome de Kérabécam, Brest Spectateurs : Environ 1 000 Arbitrage : Marcel Fourel |
| Dimanche 4 novembre 1917 | ,                                 |         |                 | Vélodrome de Kérabécam, Brest Spectateurs : Environ 1 000 Arbitrage : Marcel Fourel | Vélodrome de Kérabécam, Brest Spectateurs : Environ 1 000 Arbitrage : Marcel Fourel |

| Seizième de finale       | Olympique de Marseille | 2 – 0 | CS Terreaux |                                |                                |
| Dimanche 4 novembre 1917 |                        | (–)   |             | Stade de l'Huveaune, Marseille | Stade de l'Huveaune, Marseille |
| Dimanche 4 novembre 1917 | ,                      |       |             | Stade de l'Huveaune, Marseille | Stade de l'Huveaune, Marseille |

| Seizième de finale       | ES Saint-Joseph | 5 – 1 | UA Cognac |  |  |
| Dimanche 4 novembre 1917 |                 | (–)   |           |  |  |

### Huitièmes de finale
Les huitièmes de finale ont lieu le dimanche 2 décembre 1917.
L'AS française et l'Étoile des Deux Lacs s'affrontent au Parc des Princes. Le champion des patronages résistent en première mi-temps, n'encaissant que deux buts, mais perd finalement par huit buts à un. L'Étoile marque sur « un très bel effort personnel » de Dargent, en permission du front, tandis que Soïka marque quatre buts pour les Aéfistes, après en avoir inscrit six au tour précédant,.
L'US suisse et le Club français sont chacun en tête de leur groupe de Challenge de la Renommée au moment où ils sont opposés. Le Club marque trois fois en première mi-temps par Lenoir à deux reprises et par Grandjean, sur des centres côté droit d'Aubrun. Higelin réduit le score pour les Suisses,.
Le Racing Club de France, qui vient de remporter son groupe de Coupe nationale, accueil le Cercle athlétique de Paris dans un match attendu comme « très ouvert ». Le Racing l'emporte par quatre buts à un, « jouant un jeu très classique »,.
La CA Société générale de défait facilement de Paris Star par onze buts à zéro grâce à des buts de Hatzfeld, Lorilleux, Roux, Bouillot et Barillet,.
Raincy Sports va battre l'ES Saint-Joseph à Mérignac. L'équipe de Mont-de-Marsan est déjà menée deux buts à zéro après dix minutes de jeu. Le score n'évolue pas, les Raincéens « dominant dans l'ensemble mais se heurtant à une défense serrée qui ne laisse rien passer »,,.
L'Auto s'attend à ce que la rencontre entre Lyon OU, l'une des meilleures équipes de la région lyonnaise, et, l'Olympique, le champion de la Ligue de football association, « soit des plus attrayantes ». Dans une « partie très intéressante », l'Olympique, « incontestablement supérieur », l'emporte par cinq buts à un. Jules Devaquez, « meilleur avant sur le terrain », marque trois fois pour les Olympiens.
L'Olympique de Marseille est battu à domicile par le FC Lyon par deux buts à zéro. Les Lyonnais possèdent « un onze homogène comprenant quelques bonnes individualités »,.
L'Ouest-Éclair publie un résumé complet du match entre le Stade rennais UC et l'AS brestoise, avec détails des buts et des effectifs. Les Rennais l'emportent par sept buts à trois, grâce à un triplé de Bouvier, un doublé d'Ory et des buts d'Ulmer. Ory, pour son dernier match au club après y avoir joué pendant dix ans, fut le meilleur joueur du match,,.
À l'issue de ce tour, l'AS française, jugée « redoutable », et le CA Société générale dans une moindre mesure, se placent en nette favoris,.
Détails des matchs
| Huitième de finale               | AS française       | 8 – 1   | Étoile des Deux Lacs             |                                                               |                                                               |
| Dimanche 2 décembre 1917 14 h 15 | Dont : · Soïka     | (2 – 0) | Dargent                          | Vélodrome du Parc des Princes, Paris Arbitrage : M. de Ricard | Vélodrome du Parc des Princes, Paris Arbitrage : M. de Ricard |
| Dimanche 2 décembre 1917 14 h 15 | ,                  |         |                                  | Vélodrome du Parc des Princes, Paris Arbitrage : M. de Ricard | Vélodrome du Parc des Princes, Paris Arbitrage : M. de Ricard |
| Dimanche 2 décembre 1917 14 h 15 | Dont Ducret, Soïka | Équipes | Dont Bizouard (gardien), Dargent | Vélodrome du Parc des Princes, Paris Arbitrage : M. de Ricard | Vélodrome du Parc des Princes, Paris Arbitrage : M. de Ricard |

| Huitième de finale               | US suisse                                            | 1 – 3   | Club français |                                                                            |                                                                            |
| Dimanche 2 décembre 1917 14 h 00 | Higelin                                              | (0 – 3) | Lenoir · Lenoir · Grandjean                                                                                           | Terrain de la rue de la chapelle, Saint-Ouen Arbitrage : Jacques Battaille | Terrain de la rue de la chapelle, Saint-Ouen Arbitrage : Jacques Battaille |
| Dimanche 2 décembre 1917 14 h 00 | ,                                                    |         | | Terrain de la rue de la chapelle, Saint-Ouen Arbitrage : Jacques Battaille | Terrain de la rue de la chapelle, Saint-Ouen Arbitrage : Jacques Battaille |
| Dimanche 2 décembre 1917 14 h 00 | Dont Higelin, Zehr, Daniel, Morillon, Niggli, Walter | Équipes | Dont Lenoir, Grandjean, Aubrun, Mirwiss, Mistral, Gamblin (arrière), Mentha (arrière), Prédagne (demi centre), Candas | Terrain de la rue de la chapelle, Saint-Ouen Arbitrage : Jacques Battaille | Terrain de la rue de la chapelle, Saint-Ouen Arbitrage : Jacques Battaille |

| Huitième de finale               | RC France                              | 4 – 1   | CA Paris |                                                    |                                                    |
| Dimanche 2 décembre 1917 14 h 00 |                                        | (2 – 1) |          | Stade de Colombes, Colombes Arbitrage : M. Colnard | Stade de Colombes, Colombes Arbitrage : M. Colnard |
| Dimanche 2 décembre 1917 14 h 00 | ,                                      |         |          | Stade de Colombes, Colombes Arbitrage : M. Colnard | Stade de Colombes, Colombes Arbitrage : M. Colnard |
| Dimanche 2 décembre 1917 14 h 00 | Dont Pierre (gardien), Faure (arrière) | Équipes |          | Stade de Colombes, Colombes Arbitrage : M. Colnard | Stade de Colombes, Colombes Arbitrage : M. Colnard |

| Huitième de finale               | CA Société générale | 11 – 00 | Paris Star                           |                                              |                                              |
| Dimanche 2 décembre 1917 14 h 00 | Buts de Hatzfeld, Lorilleux, Roux, Bouillot et Barillet (buteurs multiples non précisés)                                     | (5 – 0) |                                      | Stade Jean-Bouin, Paris Arbitrage : M. Dunau | Stade Jean-Bouin, Paris Arbitrage : M. Dunau |
| Dimanche 2 décembre 1917 14 h 00 | , |         |                                      | Stade Jean-Bouin, Paris Arbitrage : M. Dunau | Stade Jean-Bouin, Paris Arbitrage : M. Dunau |
| Dimanche 2 décembre 1917 14 h 00 | Dont Carrier (gardien), Mathieu (arrière), Chantrell (arrière), Hatzfeld, Lorilleux, Roux, Bouillot, Barillet, Jourda, Ninot | Équipes | Dont Eugène Dartoux, Falip, Michelet | Stade Jean-Bouin, Paris Arbitrage : M. Dunau | Stade Jean-Bouin, Paris Arbitrage : M. Dunau |

| Huitième de finale               | ES Saint-Joseph | 0 – 2   | Raincy Sports |                                                                   |                                                                   |
| Dimanche 2 décembre 1917 14 h 30 |                 | (0 – 2) |               | Terrain du Domaine de Puygalan, Mérignac Arbitrage : M. Gasqueton | Terrain du Domaine de Puygalan, Mérignac Arbitrage : M. Gasqueton |
| Dimanche 2 décembre 1917 14 h 30 | ,               |         |               | Terrain du Domaine de Puygalan, Mérignac Arbitrage : M. Gasqueton | Terrain du Domaine de Puygalan, Mérignac Arbitrage : M. Gasqueton |

| Huitième de finale       | Lyon OU                                 | 1 – 5   | Olympique                                     |                          |                          |
| Dimanche 2 décembre 1917 | Muller                                  | (1 – 2) | Devaquez · Lansdorp · Devaquez · ? · Devaquez | Lyon Arbitrage : M. Méru | Lyon Arbitrage : M. Méru |
| Dimanche 2 décembre 1917 | ,                                       |         |                                               | Lyon Arbitrage : M. Méru | Lyon Arbitrage : M. Méru |
| Dimanche 2 décembre 1917 | Dont Péraldo, Muller, Fiquémont, Arnoux | Équipes | Dont Devaquez, Lansdorp                       | Lyon Arbitrage : M. Méru | Lyon Arbitrage : M. Méru |

| Huitième de finale       | Olympique de Marseille | 0 – 2   | FC Lyon     |                                 |                                 |
| Dimanche 2 décembre 1917 |                        | (0 – 1) |             | Marseille Arbitrage : M. Haddad | Marseille Arbitrage : M. Haddad |
| Dimanche 2 décembre 1917 | ,                      |         |             | Marseille Arbitrage : M. Haddad | Marseille Arbitrage : M. Haddad |
| Dimanche 2 décembre 1917 |                        | Équipes | Dont Bellon | Marseille Arbitrage : M. Haddad | Marseille Arbitrage : M. Haddad |

| Huitième de finale               | Stade rennais UC                                                                                  | 7 – 3   | AS brestoise                                                                                        |                                               |                                               |
| Dimanche 2 décembre 1917 14 h 30 | Ulmer 5e · Ory 12e · Scoones 15e (pen.) · Ory 55e · Bouvier 57e · Bouvier 64e · Bouvier ?         | (3 – 1) | 24e ? · 78e ? · ?                                                                                   | Parc des sports, Rennes Arbitrage : M. Gemain | Parc des sports, Rennes Arbitrage : M. Gemain |
| Dimanche 2 décembre 1917 14 h 30 | ,                                                                                                 |         | | Parc des sports, Rennes Arbitrage : M. Gemain | Parc des sports, Rennes Arbitrage : M. Gemain |
| Dimanche 2 décembre 1917 14 h 30 | Séraphin - Scoones, Dequévy - Herremann, Vascout, Nick - Ristitch, Bouvier, Ulmer, Ory, Delalande | Équipes | Le Rouzic - Ward, Picard - Le Roux, Gourmelen, Sivienne - Pouliguen, Graham, Buhler, Euzen, Pronost | Parc des sports, Rennes Arbitrage : M. Gemain | Parc des sports, Rennes Arbitrage : M. Gemain |

### Quarts de finale
Les quarts de finale ont lieu le dimanche 3 février 1918.
Le tirage au sort oppose les deux leaders du Challenge de la Renommée de la Ligue de football association : l'Olympique et sa « formidable attaque », contre le Club français et sa « puissante défense »,. Le Club français reste sur une victoire face à son adversaire. L'Auto donne une présentation complète des joueurs des deux équipes avant le match,. L'Olympique l'emporte par trois buts à deux après prolongation dans une partie « passionnante de bout en bout », après avoir concédé le premier but à dix contre onze à cause du retard d'un de ses joueurs. Le demi-centre de l'Olympique, Charles Olivan, est jugé comme le meilleur joueur du match.
L'AS française et le RC France, deux équipes de l'USFSA qui ont cette saison battu les meilleures équipes de la LFA, s'affrontent au stade Jean-Bouin. L'Auto axe sa présentation tout au long de la semaine qui précède le match sur la participation certaine de Gabriel Hanot, l'international de l'AS française,,,, mais celui-ci n'est finalement pas annoncé dans les compositions d'équipe le jour du match. Les deux équipes sont encore à égalité deux buts partout à vingt minutes de la fin du match, avant que Hampson puis Handjian ne donnent la victoire à l'AS française.
Les deux clubs provinciaux restant, le FC Lyon et le Stade rennais UC, se rencontrent sur terrain neutre à Paris, pour un match entre « la meilleure équipe de l'Ouest et la meilleure équipe de l'Est ». Le Stade rennais est même présenté comme l'un des favoris de la Coupe. L'enjeu du match est double, car le vainqueur est assuré de recevoir en demi-finale. L'Auto donne une nouvelle fois une présentation complète des joueurs des deux équipes avant le match,,. Les Rennais ouvrent le score après quatorze minutes de jeu. Sur un coup franc de Verlet, le gardien lyonnais, Paul Weber, relâche la balle dans ses buts en voulant éviter la charge d'un avant rennais. Le FC Lyon décide de permuter un avant et un arrière à la mi-temps et prend le jeu en main. Les Lyonnais marquent deux fois et s'assurent la qualification. Plusieurs joueurs annoncés pour ce match furent finalement absents, comme le gardien lyonnais Mutti, mobilisé deux jours avant le match, ou l'arrière rennais Scoones, mobilisé par l'armée britannique. L'Ouest-Éclair donne la vraie composition des équipes, mais le journaliste n'a pas pu identifier trois des joueurs,. Le journal donne aussi un résumé minute par minute de la rencontre, et juge le jeu « très moyen des deux côtés » et « qui sentait bien son caractère province (sic) ». Les observateurs voient déjà les Lyonnais se faire largement battre par l'AS française.
Le match entre le CA Société générale et Raincy Sports est beaucoup moins commenté que les autres matchs. Les Banquiers, handicapés par plusieurs absences, doivent faire appel à des joueurs mobilisés. La rencontre, « âprement disputée », se dénoue à dix minutes de la fin ; alors que le score est de un but partout, Devicq, van den Dey et Lorilleux, trois des joueurs mobilisés que le CA Société générale a pu faire venir, marquent chacun un but.
| Quart de finale                 | Olympique                                                                                               | 3 – 2 a. p.     | Club français |                                                                  |                                                                  |
| Dimanche 3 février 1918 14 h 30 | Darques · Landauer ? · Darques                                                                          | (? – ? ; 1 – 1) | Lenoir · Lenoir | Terrain du Red Star AC, Saint-Ouen Arbitrage : Jacques Battaille | Terrain du Red Star AC, Saint-Ouen Arbitrage : Jacques Battaille |
| Dimanche 3 février 1918 14 h 30 | , |                 | | Terrain du Red Star AC, Saint-Ouen Arbitrage : Jacques Battaille | Terrain du Red Star AC, Saint-Ouen Arbitrage : Jacques Battaille |
| Dimanche 3 février 1918 14 h 30 | Decoux - Fiévet, Lina - Van Steck, Olivan, Jousserand - Devaquez, Landauer, Darques , Lansdorp, Delouys | Équipes         | De Marcey - Gamblin, Lambret - Grandjean, Prédagne, Mistral - Mentha, Lenoir + trois joueurs parmi Aubrun, Caillet, Géria et Mirwiss | Terrain du Red Star AC, Saint-Ouen Arbitrage : Jacques Battaille | Terrain du Red Star AC, Saint-Ouen Arbitrage : Jacques Battaille |

| Quart de finale                 | AS française                           | 4 – 2   | RC France   |                                               |                                               |
| Dimanche 3 février 1918 14 h 00 | Zabiela · Hampson · Hampson · Handjian | (2 – 1) | ? · Matthey | Stade Jean-Bouin, Paris Arbitrage : M. Lebrun | Stade Jean-Bouin, Paris Arbitrage : M. Lebrun |
| Dimanche 3 février 1918 14 h 00 | ,                                      |         |             | Stade Jean-Bouin, Paris Arbitrage : M. Lebrun | Stade Jean-Bouin, Paris Arbitrage : M. Lebrun |

| Quart de finale                 | FC Lyon                                                                                     | 2 – 1   | Stade rennais UC                                                                               | | |
| Dimanche 3 février 1918 14 h 00 | Bellon 56e · ? 69e                                                                          | (0 – 1) | 14e (csc) P. Weber                                                                             | Stade de la rue Olivier-de-Serres, Paris Spectateurs : Environ 500 Arbitrage : M. Cuvelier (USFSA) | Stade de la rue Olivier-de-Serres, Paris Spectateurs : Environ 500 Arbitrage : M. Cuvelier (USFSA) |
| Dimanche 3 février 1918 14 h 00 | ,                                                                                           |         |                                                                                                | Stade de la rue Olivier-de-Serres, Paris Spectateurs : Environ 500 Arbitrage : M. Cuvelier (USFSA) | Stade de la rue Olivier-de-Serres, Paris Spectateurs : Environ 500 Arbitrage : M. Cuvelier (USFSA) |
| Dimanche 3 février 1918 14 h 00 | P. Weber - Cohuard, Mortier - Delaunay, Ébrard , ? - Soulignac, Bellon, ?, A. Weber, Richer | Équipes | Séraphin - Verlet, Quick - Herremann, Vascout, Saucet - Ristitch, Bouvier, Ulmer, ?, Delalande | Stade de la rue Olivier-de-Serres, Paris Spectateurs : Environ 500 Arbitrage : M. Cuvelier (USFSA) | Stade de la rue Olivier-de-Serres, Paris Spectateurs : Environ 500 Arbitrage : M. Cuvelier (USFSA) |

| Quart de finale                 | CA Société générale                                                               | 4 – 1   | Raincy Sports                                             |             |             |
| Dimanche 3 février 1918 14 h 00 | Lorilleux · Devicq · van den Dey · Lorilleux                                      | (–)     | sp Hérold                                                 | Villemomble | Villemomble |
| Dimanche 3 février 1918 14 h 00 | ,                                                                                 |         |                                                           | Villemomble | Villemomble |
| Dimanche 3 février 1918 14 h 00 | Dont Devicq, van den Dey (demi centre) et Lorilleux, Chantrell, Carrier (gardien) | Équipes | Dont Moriau, Champod, Terrier, Hérold, Cottenet (gardien) | Villemomble | Villemomble |

### Demi-finales
Les demi-finales se jouent le dimanche 3 mars 1918.
L'Olympique et le Club athlétique de la Société générale s'affrontent à 14 h 30 sur le terrain du Red Star Amical Club. La composition des équipes est encore incertaine deux jours avant la rencontre, des permissions pouvant être accordées aux joueurs au dernier moment. À cause de cela, le journal annonce le 3 mars que les équipes seront formées seulement sur le terrain. Il n'y a pas de compositions d'équipe dans le compte-rendu du match, celle-ci étant connue par les archives de la Fédération française de football. L'Auto publie le 1er mars son opinion sur les joueurs du CA Société générale. La rencontre est vue comme « le rendez-vous de tous les amateurs de ballon rond » dont les spectateurs n'ont « aucun doute sur l’intérêt de la partie », celle-ci se disputant entre deux équipes parmi les meilleures de l'USFSA et de la LFA. Le match, disputé dans la boue et le froid, n'empêche pas les quelque 700 spectateurs d'assister à ce qui ressemble à une « véritable finale de Coupe ». En première mi-temps, le CA Société générale marque par Hatzfeld, puis l'Olympique égalise sur un tir excentré de Delouys détourné de la tête par Barillet dans son propre but. L'Olympique joue une partie de la deuxième mi-temps à dix à cause d'une blessure de Landauer, mais remporte quand même la victoire grâce à un « superbe botté » de Darques à cinq minutes de la fin du match et se qualifie pour la finale.
Le Football Club de Lyon et l'Association sportive française s'affrontent à 15 h au parc de la Tête d'Or à Lyon. La rencontre a lieu dans le cadre d'une grande fête sportive de bienfaisance organisée au profit des œuvres de guerre. Henri Delaunay arbitre le match. L'Auto publie le 2 mars son opinion sur les joueurs du FC Lyon, « appelé à défendre les chances de la province », tandis que l'AS française, qualifiée de « meilleure équipe française », est jugée largement favorite. La composition de son équipe est néanmoins incertaine, le club attendant encore le résultat de démarches faites pour obtenir le déplacement de certains de ses meilleurs joueurs. L'AS française est finalement contrainte de se présenter sans plusieurs titulaires. À la surprise générale, c'est le FC Lyon qui l'emporte par un but à zéro à la suite d'un « but imparable » d'Henri Bard en première mi-temps. Il s'agit de la première grande surprise de l'histoire de la Coupe de France,,,,. En deuxième mi-temps, les Parisiens poussent, après avoir manquer un penalty en première mi-temps, mais se heurtent « à un vrai mur », tandis que les Lyonnais « soulèvent les applaudissements » du millier de spectateurs face à la « résistance merveilleuse qu'ils opposent à l'attaque endiablée des Parisiens ». Le site de la Fédération française de football et L'Auto du 5 mars donnent les mêmes compositions d'équipe,.
| Demi-finale                  | Olympique                                                                                              | 2 – 1   | CA Société générale                                                                                   | | |
| Dimanche 3 mars 1918 14 h 30 | Delouys ou Barillet (csc) · Darques 85e                                                                | (1 – 1) | Hatzfeld                                                                                              | Terrain du Red Star Amical Club, Saint-Ouen Spectateurs : Environ 700 Arbitrage : M. Thibaudeau (FGSPF) | Terrain du Red Star Amical Club, Saint-Ouen Spectateurs : Environ 700 Arbitrage : M. Thibaudeau (FGSPF) |
| Dimanche 3 mars 1918 14 h 30 | , |         | | Terrain du Red Star Amical Club, Saint-Ouen Spectateurs : Environ 700 Arbitrage : M. Thibaudeau (FGSPF) | Terrain du Red Star Amical Club, Saint-Ouen Spectateurs : Environ 700 Arbitrage : M. Thibaudeau (FGSPF) |
| Dimanche 3 mars 1918 14 h 30 | Decoux - Van Roey, Lina - Fiévet, Olivan, Lambrechts - Devaquez, Landauer, Verhoeven, Darques, Delouys | Équipes | Junod - Frizon, Barillet - Ninot, Vandendriessche, Chard - Devicq, Allen, Hatzfeld, Stewart, Bouillot | Terrain du Red Star Amical Club, Saint-Ouen Spectateurs : Environ 700 Arbitrage : M. Thibaudeau (FGSPF) | Terrain du Red Star Amical Club, Saint-Ouen Spectateurs : Environ 700 Arbitrage : M. Thibaudeau (FGSPF) |

| Demi-finale                  | FC Lyon                                                                                                | 1 – 0   | AS française                                                                                      |                                                                                   |                                                                                   |
| Dimanche 3 mars 1918 15 h 00 | Bard                                                                                                   | (1 – 0) |                                                                                                   | Parc de la Tête d'Or, Lyon Spectateurs : Environ 1 000 Arbitrage : Henri Delaunay | Parc de la Tête d'Or, Lyon Spectateurs : Environ 1 000 Arbitrage : Henri Delaunay |
| Dimanche 3 mars 1918 15 h 00 | , |         |                                                                                                   | Parc de la Tête d'Or, Lyon Spectateurs : Environ 1 000 Arbitrage : Henri Delaunay | Parc de la Tête d'Or, Lyon Spectateurs : Environ 1 000 Arbitrage : Henri Delaunay |
| Dimanche 3 mars 1918 15 h 00 | P. Weber - Mortier, Bellon - Cézille, Ébrard , Delaunay - Soulignac, Salmson, Bard, A. Weber, Allemand | Équipes | Cavanagh - Verbeek, Milner - Shirmer, Ducret , Toulet - Chapiro, Handjian, Soïka, Rujic, Renouard | Parc de la Tête d'Or, Lyon Spectateurs : Environ 1 000 Arbitrage : Henri Delaunay | Parc de la Tête d'Or, Lyon Spectateurs : Environ 1 000 Arbitrage : Henri Delaunay |

### Finale

#### Présentation
La finale de la Coupe Charles-Simon 1917-1918 se déroule le dimanche 5 mai 1918 à 15 h sur le stade de la rue Olivier-de-Serres à Paris, entre l'Olympique, représentant de la Ligue de football association (LFA) et le Football Club de Lyon, représentant de l'USFSA.
Le trophée est exposé aux yeux du public pendant plusieurs semaines dans la vitrine de la boutique Hachette, au no 79 du boulevard Saint-Germain. Pour qu'aucune rencontre ne vienne concurrencer la finale, tous les matchs officiels prévus à la date du 5 mai sont remis. L'arbitre du match est tiré au sort entre Jacques Battaille, de la LFA, et M. Fourgous, de l'USFSA. Le sort désigne M. Bataille.
L'Olympique est favori de la rencontre, d'autant plus que les Lyonnais ont le « handicap du voyage ». Un programme du match, présentant les deux équipes, est édité et distribué gratuitement par Les Lectures pour tous. Le prix des places est fixé à 3 F 50 en tribunes, 2 F 50 en premières et 1 F 50 en populaires.

#### Équipe de l'Olympique
L'Olympique s'est qualifié en éliminant successivement la Légion Saint-Michel, le Lyon olympique universitaire, le Club français et le CA Société générale. Le club est triple tenant du Challenge de la Renommée organisé par la Ligue de football association et a remporté le Trophée de France 1916, compétition opposant les vainqueurs de chaque fédération composant le Comité français interfédéral. Deux jours avant la finale, l'Olympique n'a pas encore pu communiquer la composition de son équipe, le club comptant encore sur la présence de ses joueurs belges alors sur le front. Le 4 mai, L'Auto donne la liste des douze joueurs convoqués, six avants ayant été appelés dans le cas où l'un des cinq belges de l'équipe ferait défaut. L'équipe annoncée le jour de la finale est Decoux - van Roye, Baës - Olivan, Hasenclever, Lina - Devaquez, Landauer, Verhoeven, Darques, Lambrechts. Elle sera finalement légèrement différente : l'arrière belge Dominique Baës, absent, est remplacé par l'ailier droit Lambrechts. Émile Fiévet, non prévu dans la liste initiale des douze joueurs et qui avait joué les deux tours précédents à l'arrière, rentre alors dans la ligne d'avant, tandis que Hasenclever est remplacé par van Steck et Verhoeven par Henri Delouys. L'Olympique aligne donc quatre Belges dans son équipe.

#### Équipe du FC Lyon
Le Football Club de Lyon s'est qualifié en éliminant successivement l'AS lyonnaise, l'Olympique de Marseille, le Stade rennais UC et l'AS française. Le club avait atteint les quarts de finale du championnat de France 1914 en éliminant le Stade helvétique, triple vainqueur de l'épreuve, ainsi que la finale de la Coupe des Alliées 1917, une compétition de guerre organisée par l'Union des sociétés françaises de sports athlétiques,.
L'Auto présente l'équipe lyonnaise attendue dans son édition du 2 mai. Gardien : Carlos Mutti, « gardien de but de grande classe » ; arrières : André Bellon, « d'une sureté extraordinaire » et Mortier, « très adroit » ; demis : Paul Weber, « qui peut jouer à tous les postes », le capitaine Roger Ébrard, le « meilleur joueur de Lyon » et Delaunay, « le plus tenace » ; avants : Alexis Soulignac, « dangereux par sa vitesse », Jacques Salmson, qui « se démarque admirablement », l'international Henri Bard, « merveilleux joueur », André Weber, « excellent shooteur » et Richer, qui « fournit de jolis centres ». Sept joueurs sont également prévus en réserve. Il s'agit de l'équipe qui est encore annoncée dans la presse le jour du match.

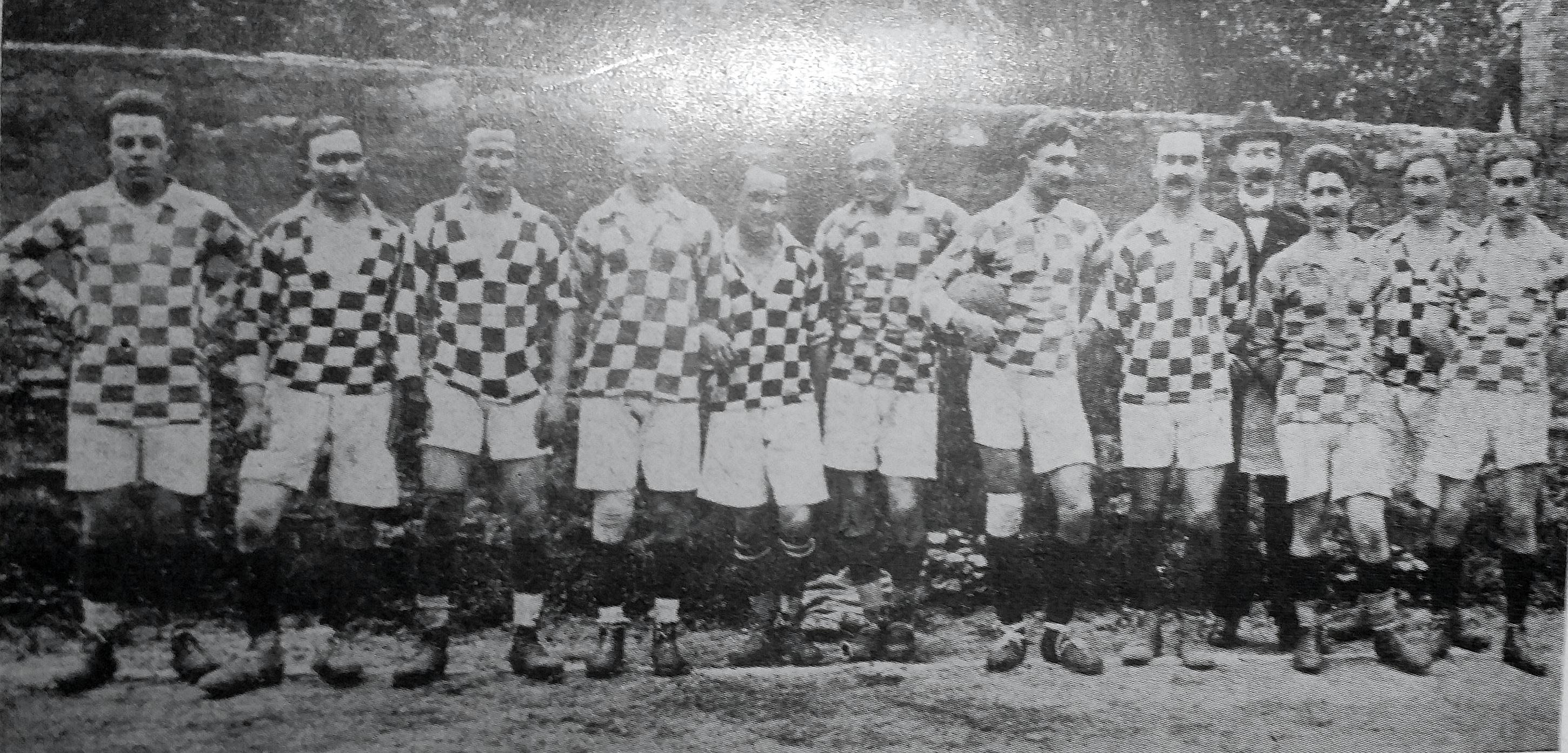
L'équipe du FC Lyon avant la finale.

La composition de l'équipe sera cependant légèrement différente. En réalité, la présence du gardien uruguayen Carlos Mutti, engagé volontaire dans la Légion étrangère, n'est pas assurée. Il a reçu son ordre de départ au front un mois avant la finale et a déjà dû manquer le quart de finale et la demi-finale. Le FC Lyon entreprend des démarches et obtient de l'armée la permission qu'il vienne disputer le match. Mais, à leur arrivée à Paris, les Lyonnais n'y trouvent pas leur gardien. À leur retour à Lyon, les joueurs trouveront une lettre de Mutti leur expliquant qu'il avait bien reçu sa permission mais qu'il savait que son régiment aller monter au front dans les prochains jours. Il leur écrit qu'entre les amis des tranchées et ceux du sport, il préfère ceux des tranchées. Les Lyonnais ne reverront jamais leur coéquipier. Carlos Mutti meurt pour la France, tué à l'ennemi le 26 août 1918 à Gentelles dans la Somme,.
Rattrapé par le poids de l'Histoire, les Lyonnais sont contraints, comme lors des deux tours précédents, de faire jouer dans les buts Paul Weber, leur demi droit. Par rapport à la composition annoncée, Mortier est finalement remplacé par Louis Orvain à l'arrière (qui ne figurait pourtant pas dans les réservistes), Maurice Meunier remplace Delaunay au poste de demi gauche, et Louis Allemand prend le poste de demi droit laissé libre par Paul Weber.
Les archives de la Fédération française de football possèdent une photographie attribuée à l'équipe du FC Lyon le jour de la finale, publiée dans l'ouvrage Le livre d'or de la Coupe de France (1917-1936), légendée avec le nom des joueurs dans Cinquantenaire de la Coupe de France de football (1917-1967) et présentée dans cet article.

#### Résumé du match

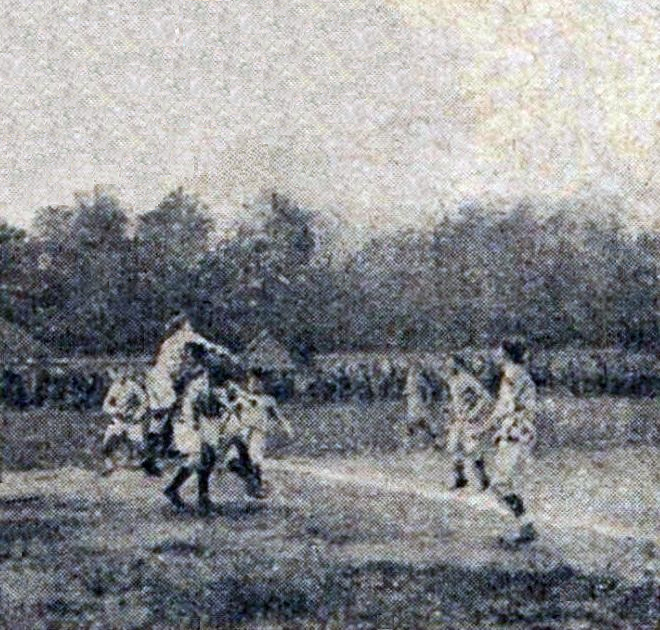
Première photo connue de la finale de la première Coupe de france.

L'Olympique change son habituel maillot grenat contre un maillot bleu, le Football Club de Lyon conservant son maillot à damier rouge et blanc.
Dès le début du match, les deux équipes jouent « à très grande vitesse ». L'Olympique « impose son jeu » mais bute sur la défense lyonnaise. Un fait de jeu, qui aurait pu changer le cours de la finale, intervient au cours de la première mi-temps. Le gardien de l'Olympique, René Decoux, se fait expulser par l'arbitre après avoir asséné un crochet du droit au Lyonnais André Weber à la suite d'une charge jugée trop violente. Mais alors que le score est de zéro à zéro, le capitaine du FC Lyon, Roger Ébrard, ne voulant pas d'une finale au rabais, obtient la réintégration de son adversaire,. Les Lyonnais se procurent deux occasions, sur un tir de Salmson, détourné par Decoux, puis sur un « joli centre » du rapide Alexis Soulignac, dégagé « magistralement » par van Roey. L'Olympique domine tout de même mais Paul Weber arrête tous les tirs parisiens. Louis Darques reprend victorieusement un centre de Jules Devaquez, mais le but de l'Olympique est refusé pour hors-jeu. Ce n'est que partie remise. Sur un nouveau déboulé de Devaquez côté droit, qui a dribblé plusieurs joueurs, Bellon manque le ballon et Émile Fiévet envoie le ballon dans les filets. Cinq minutes plus tard, Fiévet reprend de nouveau un centre de Devaquez. L'Olympique mène deux buts à zéro, et manque dans la foulée un penalty tiré par Louis Darques, « bien arrêté » par Weber.
En deuxième mi-temps, les Lyonnais font « de gros efforts » pour égaliser et « dominent pour la plus grande partie » de cette mi-temps. Henri Bard, l'avant-centre lyonnais, se démène mais est mal secondé. Le capitaine et demi centre Roger Ébrard doit tout de même passer à l'arrière pour éviter au FC Lyon une défaite plus lourde. Bard manque de peu de marquer de la tête, Decoux détournant « de justesse » en corner. Sur un nouveau corner concédé par van Roey, Charles Olivan « sauve in extremis » les buts parisiens à la suite d'un cafouillage. Ce sera la dernière chance lyonnaise. Sur un dégagement de Julien Lina, Louis Darques part au but, dribble l'arrière garde du FC Lyon, résistant aux coups d'épaules et au pressing, et va marquer un troisième but pour l'Olympique. La partie en reste là. L'Olympique remporte la Coupe Charles-Simon sur le score de trois buts à zéro,.

#### Fin du match, analyses et postérité
À la fin du match, le trophée est, selon les sources, remis à Gabriel Balestra, président de l'Olympique, ou à Louis Darques, capitaine de l'Olympique. Georges Rozet, journaliste des Lectures pour tous, distribue aux joueurs et à l'arbitre les médailles.
La victoire de l'Olympique, supérieur, est jugée logique.
D'après le compte-rendu de l'Auto, du côté lyonnais, Henri Bard fut « merveilleux » et prit le meilleur sur son adversaire direct, Charles Olivan, le demi centre de l'Olympique. Roger Ébrard fut le meilleur joueur du match et Paul Weber, le gardien, se montra « adroit et décidé ». Du côté de l'Olympique, van Steck fut le meilleur demi et Charles Olivan, malgré son duel compliqué avec Henri Bard, « fournit un travail énorme ». La défense fut « très sûre ». Jacques Battaille arbitra avec « impartialité et autorité »,.

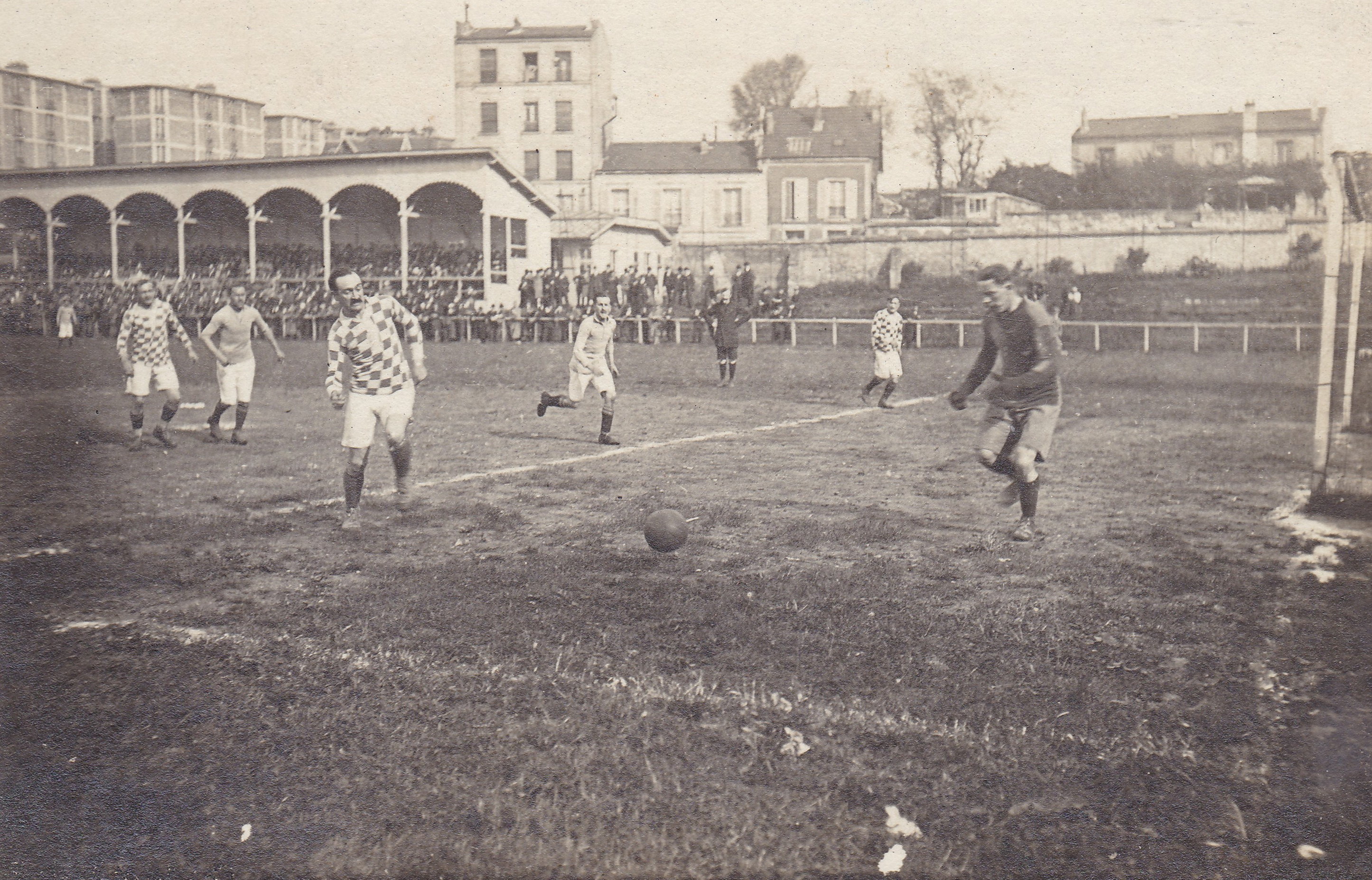
Autre photo de la finale prise face à la tribune principale

Les archives de la Fédération française de football ne possèdent, outre la photo du FC Lyon avant le match, pas de photos de cette première finale. La Fédération possède de plus celle de l'Olympique prise avant son 16e de finale, reprise dans de nombreuses sources et parfois légendée à tort comme prise lors de la finale. Un article du Parisien, publié en janvier 2017, indiquait qu'il n'existe aucune photo connue de la finale. Il en existe en réalité une, présentée dans cet article et publiée à l'époque dans La Vie au grand air. Celle-ci, de mauvaise qualité, montre une action de jeu de l'Olympique et un dégagement de Paul Weber, discernable par son maillot à damier. Le public est visible massé en arrière-plan sur le côté du terrain.
Elle est longtemps restée l'unique photo connue de la finale de la Coupe de France 1917-1918 jusqu'à ce qu'une carte postale anonyme soit retrouvée en 2020, présentant une image beaucoup plus nette de la rencontre. On y voit le gardien René Decoux (Olympique) se diriger vers le ballon sous le regard d'André Weber, G. Richer (FC Lyon) et d'autres joueurs, ainsi que la tribune principale du stade de la Légion Saint-Michel (autre nom du stade de la rue Olivier-de-Serres) bien garnie en arrière-plan.

#### Feuille de match
| Finale                      | Olympique                                                                                               | 3 – 0   | FC Lyon                                                                                                | | |
| Dimanche 5 mai 1918 15 h 00 | Fiévet · Fiévet · Darques                                                                               | (2 – 0) | | Stade de la Rue Olivier-de-Serres, Paris Spectateurs : environ 2 000 Arbitrage : Jacques Battaille | Stade de la Rue Olivier-de-Serres, Paris Spectateurs : environ 2 000 Arbitrage : Jacques Battaille |
| Dimanche 5 mai 1918 15 h 00 | Decoux - Van Roey, Lambrechts - Van Steck, Olivan, Lina - Devaquez, Landauer, Darques , Fiévet, Delouys | Équipes | P. Weber - Orvain, Bellon - Allemand, Ébrard , Meunier - Soulignac, Salmson, Bard, A. Weber, G. Richer | Stade de la Rue Olivier-de-Serres, Paris Spectateurs : environ 2 000 Arbitrage : Jacques Battaille | Stade de la Rue Olivier-de-Serres, Paris Spectateurs : environ 2 000 Arbitrage : Jacques Battaille |